# Norrasjö
Norrasjö är en sjö i Olofströms kommun i Blekinge och ingår i Skräbeåns huvudavrinningsområde.